# Gustavo Adolfo Ruegger
Gustavo Adolfo Ruegger Rodríguez (Montevideo, 8 de agosto de 1930-18 de julio de 2003) fue un periodista, crítico teatral y cinematográfico, conductor de televisión, director de teatro y actor uruguayo nacido y fallecido en Montevideo.
Inició su vocación periodística como redactor del periódico liceal “SOMOS el Elbio” de la Escuela y Liceo Elbio Fernández de la que fue alumno..
Ejerció durante muchos años la crítica teatral en diario El País, y la cinematográfica en el programa Cotizando el celuloide en CX 14 radio el Espectador de Montevideo.
En la década de 1960 alcanzó gran popularidad a través del programa periodístico diario "Mediodía con Usted" que conducía junto a su esposa Sara Otermin y a Jorge Luis Ornstein. El programa se transmitió en un comienzo por canal 4 Montecarlo,   pasando luego a canal 5 en aquel entonces dependiente del SODRE.
Sus últimos trabajos para los medios fueron también en colaboración con su esposa en CX 22 Radio Universal.
Como director teatral se destacó en “Las ranas” (1961) de Rosencof,  “Destiempo” (1988) de Griffero,  “Mujeres en el armario” (1999) de Sarlós, siendo “Top Dogs” de Widmer su última puesta en escena (2002).
Lo recuerda una calle en el barrio Lavalleja sur de su ciudad natal..